# Styl przemysłowy w architekturze

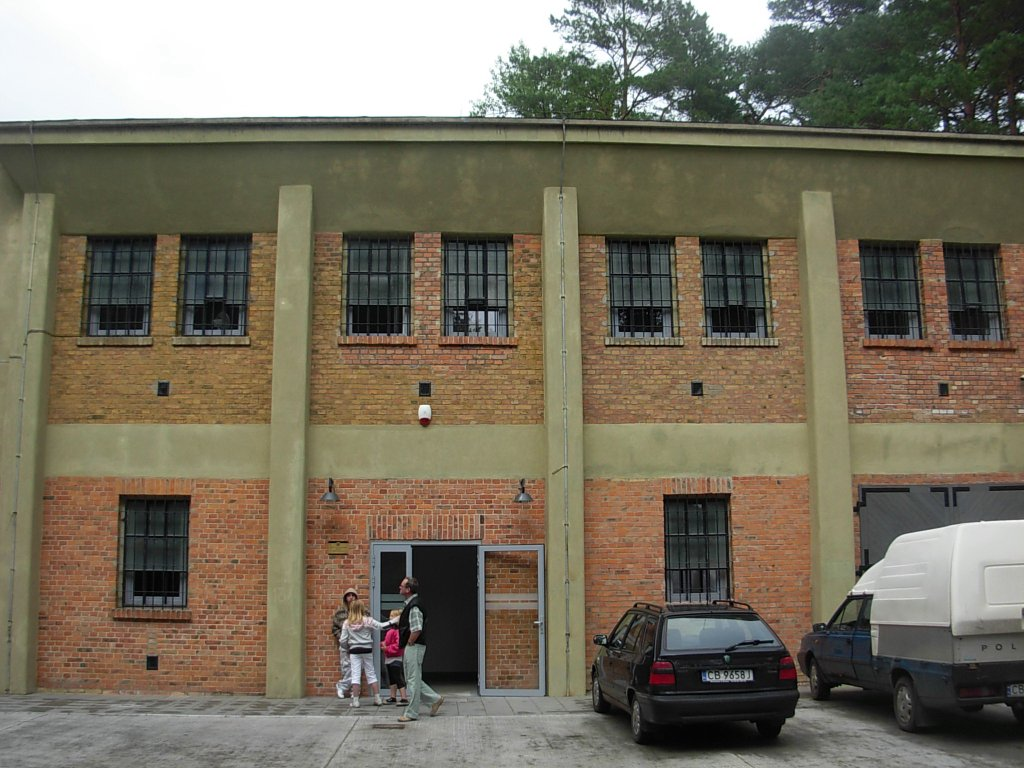
Eksploseum w Bydgoszczy, prezentacja architektury przemysłowej III Rzeszy na obszarze DAG Fabrik Bromberg

Styl przemysłowy w architekturze, określany też mianem industrialnego, pojawił się wraz z rewolucją przemysłową. Cechuje go prostota i oszczędność w formie oraz w materiałach. Budynki wznoszone w tym stylu wyróżnia przede wszystkim funkcjonalność - gdyż mają być one wygodne i tanie w użytkowaniu.